# Szvetlana Jurjevna Zaharova
Szvetlana Jurjevna Zaharova (oroszul: Светлана Юрьевна Захарова; Luck, 1979. június 10. – ) orosz balett-táncos, a moszkvai Bolsoj Balett és a milánói Teatro alla Scala Balett tagja.

## Élete, munkássága
Szvetlana Zaharova az ukrajnai Luck városában született 1979-ben. 1989-ben kezdte tánctanulmányait a Kijevi Koreográfus Iskolában, Valerij Szulegina osztályában, bár – ahogy nyilatkozta – „Nem az volt az álmom, hogy balerina legyek … anyám akarta”. Néhány hónap tanulás után azonban el kellett hagynia az iskolát, mert katonatiszt apját az NDK-ba helyezték. Csak a Szovjetunió összeomlása után költöztek haza, és visszament a balettiskolába. „Ha Mihail Gorbacsov nem lett volna, akkor valószínűleg soha nem lettem volna balerina” – mesélte nevetve. 1997-ben részt vett egy fiatal táncosok számára rendezett versenyen, a Vaganova-Prix-n, Szentpéterváron, és második díjat nyert. Azonnal meghívást kapott az Orosz Balett Vaganova Akadémiájának végzős kurzusára. Az iskola történetében ez volt az első alkalom, amikor egy diák két osztályt ugorhatott. A 2016-os, Mezzo TV által forgatott filmben ezt mondta erről: „Amikor beléptem a balettakadémiára, nem is volt más választásom. Tanultam, és az volt a célom, hogy jó balerina legyek … Beleszerettem ebbe a művészetbe, és rájöttem, hogy csak ennek a művészetnek szentelhetem magam.” Már ekkor kitűnt rendkívüli fizikumával, hosszú végtagjaival, kifejező karjaival, rugalmasságával, lépés- és forgásbiztonságával. A Vaganova Akadémián 1996-ban végzett Jelena Jevtyejeva, a Mariinszkij Színház korábbi balerinája csoportjában, és azonnal fel is vették a szentpétervári színház balett-társulatába. Olga Mojszejeva lett állandó tanára és mentora. A színházban már második szezonjában, 18 évesen vezető táncossá léptették elő, és állandó partnere a színház vezető férfi táncosa, Igor Zelenszkij lett. 2001 és 2003 között állandó résztvevője volt a Mariinszkij Nemzetközi Balettfesztiválnak, ahol a világ legrangosabb táncosai voltak a partnerei (például Jose Manoel Carreno, Ethan Stiefel és Vlagyimir Malahov).
Zaharova részt vett a Mariinszkij Balett minden nagyobb turnéján, és nemzetközi karrierje 1999 és 2000 között kezdődött. 1999-ben Medora szerepét táncolta A kalóz című balettben, a Teatro Colónban Buenos Airesben, majd 2000-ben A diótörőben táncolt a New York City Balett vendégeként. A nagy áttörés a 2001. decemberi Párizsi Opera-beli fellépésén történt meg, amikor Minkus Nurejev által koreografált Bajadérjában táncolt. Fellépése valódi diadal volt, meghódította a párizsi közönséget és a kritikusokat is. A vendégszereplésre Brigitte Lefèvre, a Párizsi Opera balettigazgatója hívta meg Nurejev javaslatára. Harminc év után ez volt az első alkalom, amikor egy oroszországi balett-táncos fellépett a Párizsi Operában. 2001-ben a L'Histoire de Manonban is táncolt Igor Zelenszkijjel, a Bayerisches Staatsballettnél. 2002-ben Jose Manoel Carreno partnereként fellépett a montréali Palota des Arts-ban, a nemzetközi balettcsillagok gálakoncertjén. Fellépett a Nurejevnek szentelt gálán is a Milánói Scalában, itt Nyikolaj Ciszkaridze volt a partnere. Ezt követően vendégsztárként bejárta a világot, és a nagy balettek szerepeit több különböző, a hazai koreográfiáktól eltérő előadásban játszotta, például a Hattyúk tavának kilenc változatában táncolt. Fellépett többek között Rio de Janeiróban, a Párizsi Operában, az Angol Nemzeti Balettel a londoni Royal Albert Hallban, a Római Operában, a Tokiói Új Nemzeti Színházban, vagy a nápolyi Teatro San Carlóban.
A 2003–2004-es szezontól, a moszkvaiak hosszas rábeszélésére a Moszkvai Nagyszínház, a Bolsoj társulatához csatlakozott. Itt Ljudmila Szemenyaka, az egykori leningrádi csillagbalerina lett a mentora, edzője. Első előadása Adolphe Adam Giselle című balettje volt, amit Vlagyimir Vasziljev koreografált. Ugyancsak 2003-ban A fáraó lányában Aspiciát táncolta Pierre Lacotte Marius Petipa-adaptációjában, amelyről a francia Bel Air videófelvételt készített, és kiadta DVD-n. Ezen felül DVD-k jelentek meg például a Hattyúk taváról, A bajadérről, a Csipkerózsikáról, A diótörőről, a Giselle-ről stb. Mostanra alig van olyan szerep van a hagyományos orosz repertoárból, amelyet még nem táncolt. A világ számos városában fellépett (az eddig említetteken kívül: Nápoly, New York, Tokió, Hamburg, Parma, Vilnius, Belgrád, Prága, Kijev, Hongkong, Athén, München, Palermo, Limassol, Helsinki, Szófia, Szöul, Peking).
„Talán a legfontosabb a hiteles kapcsolat a közönséggel – nyilatkozta a Mezzónak – Amikor látom, hogy … követik a gesztusaimat, az hihetetlen. … Egy felvonás után, vagy a darab végén felcsattanó taps nagyon üdítő. Ebben a pillanatban megértjük, hogy nem hiábavaló, amit teszünk. … A közönség reakciója létfontosságú számomra.”
Két dokumentumfilm készült róla. Az elsőt Ballerina címmel 2006-ban forgatták (DVD-n is megjelent), és a Mariinszkij Színház öt vezető táncosnője (Zaharován kívül Diana Visnyeva, Uljana Lopatkina, Alina Szomova, Jevgenyija Obrazcova) próbáit, előadásait és előadásait mutatja be. A második, több mint egyórás filmet a Mezzo televízió forgatta a Bolsojban, 2016-ban Svetlana Zakharova, The Divine címmel, és próbák, előadások, interjúk váltogatják egymást benne. Zaharovát kritikusok korunk legnagyobb balerinájának tartják világszerte, és a „tánc cárnője” néven emlegetik. Szvetlana Zaharova és a barátai címmel rendszeresen gálaelőadásokat rendeznek Olaszországban, Görögországban és Szerbiában, gyakran Vagyim Repin, a világhírű hegedűművész és férj közreműködésével.
Férje Vagyim Repin hegedűművész, egy gyerekük van (Anna, 2011).

## Elismerései
- 1997 – Vaganova-díj (Fiatal táncosok versenye)
- 1999 – Arany maszk a Szerenádért
- 2000 – Arany maszk a Csipkerózsika előadásáért
- 2005 - Orosz Föderáció tiszteletbeli művésze
- 2005 – Benxo de la Danse díj (a Szentivánéji álomért)
- 2006 – Orosz Föderáció állami díja
- 2008 – Orosz Föderáció népművésze
- 2010 – L'Ordre des Arts et des Lettres
- 2015 – Benxo de la Danse díj (a Kaméliás hölgyért és a Szerelem legendájáért)
- 2019 – A hazáért érdemérem

## Főbb szerepei
| Év   | Balett                   | Szerep                | Zeneszerző                                               | Koreográfus                                        |
| ---- | ------------------------ | --------------------- | -------------------------------------------------------- | -------------------------------------------------- |
| 1996 | Don Quijote              | Szárazföld királynője | Ludwig Minkus                                            | Marius Petipa, Alekszandr Gorszkij                 |
| 1996 | Csipkerózsika            | Florina hercegnő      | Pjotr Iljics Csajkovszkij                                | Marius Petipa                                      |
| 1996 | A bahcsiszeráji szökőkút | Maria                 | Borisz Vlagyimirovics Aszafjev                           | Zaharov                                            |
| 1996 | A diótörő                | Mása                  | Pjotr Iljics Csajkovszkij                                | Vainonen                                           |
| 1996 | A kalóz                  | Gulnara               | Adolphe Adam                                             | Marius Petipa                                      |
| 1997 | Giselle                  | Giselle               | Adolphe Adam                                             | Vlagyimir Viktorovics Vasziljev                    |
| 1997 | Rómeó és Júlia           | Júlia barátnője       | Szergej Szergejevics Prokofjev                           | Leonyid Lavrovszkij                                |
| 1998 | Hattyúk tava             | Odette–Odile          | Pjotr Iljics Csajkovszkij                                | Marius Petipa, Lev Ivanov                          |
| 1999 | A bajadér                | Nyikia                | Ludwig Minkus, Vahtang Mihajlovics Csabukiani            | Marius Petipa                                      |
| 2001 | Seherezáde               | Zobejda               | Nyikolaj Andrejevics Rimszkij-Korszakov                  | Mihail Fokin                                       |
| 2002 | Csipkerózsika            | Aurora hercegnő       | Pjotr Iljics Csajkovszkij                                | Marius Petipa, Paul Chalmer                        |
| 2003 | A fáraó lánya            | Aspicia               | Jules-Henri Saint-Georges                                | Pierre Lacotte                                     |
| 2004 | Csipkerózsika            | Aurora hercegnő       | Pjotr Iljics Csajkovszkij                                | Jurij Nyikolajevics Grigorovics                    |
| 2004 | Szentivánéji álom        | Hyppolita–Titania     | Felix Mendelssohn Bartholdy                              | John Neumeier                                      |
| 2005 | Carmen szvit             | Carmen                | Georges Bizet–Rogyion Konsztantyinovics Scsedrin         | Alberto Alonso                                     |
| 2006 | Hamupipőke               | Hamupipőke            | Szergej Szergejevics Prokofjev                           | Jurij Poszohov, J. Boriszov                        |
| 2007 | A kalóz                  | Medora                | Adolphe Adam                                             | Marius Petipa, Alekszej Ratmanszkij, Jurij Burlaka |
| 2008 | Spartacus                | Aegina                | Aram Hacsaturján                                         | Jurij Grigorovics                                  |
| 2009 | Jutalomjáték             |                       | Eddie Palmieri                                           | Francesco Ventriglia                               |
| 2010 | Ifjúság és halál         | Halál                 | Johann Sebastian Bach                                    | Roland Petit                                       |
| 2012 | Hattyúk tava             | Odette–Odile          | Pjotr Iljics Csajkovszkij                                | Jurij Grigorovics                                  |
| 2014 | A kaméliás hölgy         | Marguerite Gautier    | Frédéric Chopin                                          | John Neumeier                                      |
| 2015 | Korunk hőse              | Mary                  | Ilja Gyemutszkij                                         | Jurij Poszohov                                     |
| 2017 | Rettegett Iván           | Anasztaszija          | Szergej Szergejevics Prokofjev                           | Jurij Grigorovics                                  |
| 2018 | Anna Karenina            | Anna Karenina         | Pjotr Iljics Csajkovszkij, Alfred Schnittke, Cat Stevens | John Neumeier                                      |